# A Lajta folyó menti csata
A Lajta menti csatát 1246. június 15-én vívták a Lajta folyó partjainál IV. Béla magyar király és II. Frigyes osztrák herceg csapatai. A magyar hadsereget legyőzték, de Frigyes herceget megölték a csatában, ezzel véget ért az osztrák igények Magyarország nyugati megyéihez. Pontos helye ismeretlen; Ulrich von Liechtenstein minnesinger kortárs leírása szerint a csatatér Ebenfurth és Neufeld városa között lehetett.
A 955-ös lechfeldi csatában elszenvedett vereség után a magyarok felhagytak Németország elleni támadásokkal, és az egykori római Pannónia és Dácia tartományban vagyis a Kárpát-medencében telepedtek le, ahol megalapították a Magyar Királyságot. A Leithától[magyarul Lajtától] nyugatra fekvő szomszédos területek pl. Karintia, Stájerország, Ausztria őrgrófságként a Szent Római Birodalom részeként kerültek be[955-1020 között alakult ki a Lajta-folyónál a határ, előtte az Enns folyónál volt].  1180 - ban Barbarossa Frigyes császár a stájer földeket[őrgrófságot] hercegséggé emelte, amelyet 1192-ben az osztrák hercegek szereztek meg  vagyis a  Babenberg házé lett.

## Ellentétek Frigyes herceg és Béla király között
1241 óta a magyar királyság súlyos veszteségeket szenvedett a mongolok Európába való betörése során, amely a katasztrofális mohi csatában csúcsosodott ki. A gőgös és túl ambiciózus II. Babenberg  Frigyes herceg kihasználta ezt a gyengeséget, a hozzá menekült IV Bélától kizsarolta és magáévá tette Moson, Sopron és Vas nyugati várait és megyéit. A mongolok kivonulása után azonban IV. Béla magyar király fel tudott lépni az osztrák invázió ellen: veje, Rosztiszlav Mihajlovics herceg zálogjogosultjainak támogatásával összegyűjtötte csapatait, és Frigyes hadai ellen vonult és visszaszerezte az elrabolt területeket, majd pár évvel később a Leitánál (magyarul Lajta folyónál) vívott csatában a főherceg maga is meghalt a csatatéren.

## Közvetlen előzmények
A békekötéssel végződött 1242. évi osztrák harcok eredménye  sem IV. Béla királyt, sem Frigyes osztrák herceget nem elégítette ki. Frigyes fájlalta, hogy a három magyar megyét(Sopront, Mosont és Pozsonyt) vissza kellett adnia, így csak a jó alkalomra vártak, hogy újból háborúzhassanak. 
IV. Béla I. Vencel cseh királlyal szövetkezett, aki azért haragudott meg az osztrák hercegre, mert az, bár előzőleg neki ígérte volt unokahúgának, Gertrúdnak kezét, Frigyes herceg mégis Frigyes német császárral folytatott tárgyalásokat annak Gertrúddal való eljegyzése érdekében.
IV. Béla csak 1246 tavaszára tervezte a hadjáratot, de a cseh király már 1246 elején betört Ausztriába. Frigyes herceg gyorsan eléje ment a cseh seregnek és azt 1246 január 26-án a Thaya mentén meglepvén, legnagyobb részét fogságba ejtette, így Vencel kénytelen volt Frigyessel békét kötni.
Frigyes ezután Magyarország megtámadása céljából Német- vagy Bécsújhely közelében jókora sereget gyűjtött össze.
A magyar sereg fővezérletével Béla Rátholt Lórántot bízta meg, aki alatt a kunok fejedelme, Alpra és veje, a halicsi hercegi címet viselő Rosztiszláv is vezér volt

## A csata
A csatát 1246 június 15-én reggel – Szent-Vid napján, pénteki napon – a magyarok kezdték a Rosztiszláv vezette előcsapatnak a Sáron vagy Lajtán való átkelésével. Velük szemben Liechtenstein Henrik ment át támadásba. Ennek folyamán Ákos Ernye lándzsával az egyik osztrák lovagot kiütötte nyergéből levágott fejét átküldte a királynak  A Pál volt országbíró súlyosan megsebesült és hét más kísérőjével osztrák fogságba esett. Később maga Rátholt Lóránt a magyar fővezér harcba indult, de nem történt baja.
Az osztrákok részén nemsokára a harc megkezdése után Frigyes is közbevetette magát s állítólag mikor felsőtestével hátrafordulva, katonáit kitartásra buzdította a magyarok már előtte termettek, valaki hátulról arcon szúrta, minek folytán lebukott lováról s így a magyar lovas had keresztülment rajta. A harc hevében az osztrákok észre sem vették hercegük elestét. 
“csak íródeákja, Henrik, kereste mikor eltűnt és megtalálta, de már kifosztva, megtiporva, sebbel arcán, de más seb nélkül, halva; felvette, mint a zsákot keresztben lóra vetette és bevitte a városba.”  A Babenbergi család utolsó férfi tagjaként halt meg.
Ezalatt az osztrák sereg zöme nehéz súlyú lovasságával visszaszorította a magyar könnyű lovasságot, amelynek soraiból sokakat elgázolt. Ekkor lépett közbe a magyar sereg zöme, bár némelyek szerint erre már nem is került a sor. Ezzel a csatának vége szakadt, Ausztriára és Magyarországra nézve tulajdonképen kézzelfogható eredmény nélkül.

## Következmények
A csata az uralkodó Babenberg-ház végét jelentette, és újabb konfliktust robbantott ki, a magyar IV. Béla és II. Ottokár cseh király között megszűnt osztrák és stájer birodalmi hűbér uralma miatt, ami az 1260-as kressenbrunni csatához, majd az 1278-as marchfeldi csatához vezetett.  A Lajta folyó 1918-ig maradt Ausztria és Magyarország (Cisz- és Transzlajtánia) határvonala.

## Fordítás
Ez a szócikk részben vagy egészben  a   Battle of the Leitha River című angol Wikipédia-szócikk ezen változatának fordításán alapul.  Az eredeti cikk szerkesztőit annak laptörténete sorolja fel. Ez a jelzés csupán a megfogalmazás eredetét és a szerzői jogokat jelzi, nem szolgál a cikkben szereplő információk forrásmegjelöléseként.